# Xian de Chao'an
Pour les articles homonymes, voir Chao.
Le xian de Chao'an (潮安县 ; pinyin : Cháo'ān Xiàn) est un district administratif de la province du Guangdong en Chine. Il est placé sous la juridiction de la ville-préfecture de Chaozhou.

## Démographie
La population du district était de 1 155 217 habitants en 1999.

## Transport
- Gare de Chaoshan